# Iris folding
Iris folding – sztuka wykonywania wzorów z kolorowych, nachodzących na siebie pasków papieru w taki sposób, aby środek wzoru tworzył irys - kształt przypominający przysłonę fotograficzną.

## Historia
Iris folding zapoczątkowano w Holandii, gdzie młodzi rzemieślnicy tworzyli swoje własne wzory używając odciętego z kopert papieru. Dzisiaj, twórcy używają jakichkolwiek, lekkich papierów, takich jak ścinki, papier do origami, papier pakowy, koperty lub strony z kolorowych czasopism. Czasem używa się także wstążek.

## Techniki
Iris folding zostaje ukończone wraz z wykonaniem wzoru. Twórca używa swojego produktu do udekorowania kartki z życzeniami, wyklejanek, jako ozdoby książki oraz w dowolnym, innym celu.
Do wykonania iris folding są używane wzory, paski papieru, taśma klejąca, nożyczki (lub inne tnące narzędzia) i tymczasowa taśma w stylu taśmy pakowej. Taśma pakowa używana jest do przytrzymania formy w jednym miejscu, podczas gdy rzemieślnik wykonuje pracę.
Desenie i wzory iris folding dostępne są w książkach lub jako pliki do pobrania z internetu, gdzie każdy może tworzyć swoje własne wzory. 